# Stella Klein-Löw
Stella Klein-Löw (geborene Stella Herzig; * 28. Jänner 1904 in Przemyśl, Galizien, Österreich-Ungarn; † 7. Juni 1986 in Wien) war eine österreichische Lehrerin und Politikerin.

## Leben
Stella Herzig wuchs in einer großbürgerlichen jüdischen Familie auf, die nach dem Ende der Monarchie verarmte. Ihre Eltern waren nach Wien gezogen, als sie noch Kleinkind war. Sie absolvierte hier die Volksschule und das Gymnasium. Im 13. Lebensjahr begann sie Nachhilfe zu geben und erhielt sich ihren Angaben zufolge von da an weitgehend selbst. Nach der Matura studierte sie an der Universität Wien Germanistik, Philologie und Psychologie.
Etwas später begann sie ein Studium der englischen Sprache. Nach ihrer Promotion im Jahr 1927 erhielt sie 1931 die Berechtigung, als Lehrerin an Haupt- und Mittelschulen zu arbeiten. Sie lehrte an verschiedenen Wiener Schulen, zuletzt ab 1933 (ihre erste fixe Stelle!) an dem von Zwi Perez Chajes gegründeten jüdischen, privaten Realgymnasium in der Castellezgasse in Wien Leopoldstadt (2. Bezirk), das heute im gleichen Bezirk an neuem Standort als Zwi-Perez-Chajes-Schule weiterbesteht. Sie hatte sich dort an dem Tag vorgestellt, an dem ihr Mann bestattet wurde: am 31. März 1933.
Politisch engagierte sie sich bereits als Kind für die Sozialdemokratie, war als Jugendliche Mitglied der Sozialistischen Arbeiterjugend, dann der sozialistischen Studenten, und wurde 1922 Mitglied der Sozialdemokratischen Partei Österreichs (SDAP). Dort lernte sie ihren späteren ersten Ehemann kennen.
Stella Herzig war in erster Ehe seit 1930 mit dem Arzt Hans Klein verheiratet, der jedoch 1933 aus nicht näher bekannten Gründen als 33-Jähriger Suizid beging. Mit ihrem Mann wohnte sie in Wien Wieden, Rainergasse 31, dann, auch als Witwe, in Oberdöbling, Budinskygasse 10. Hier schien die „Mittelschullehrerin“ Stella Klein bis 1938 in Lehmanns Wiener Adressbuch auf. 1939 musste sie wegen ihres jüdischen Glaubens und auf Grund der Bedrohung durch die Nationalsozialisten nach langem Zögern nach Großbritannien flüchten. Zuvor war es ihr gelungen, ihren jüngeren Bruder mit Hilfe eines NS-Wächters, den sie einst als Privatschüler zur Matura gebracht hatte, aus der Wiener Gestapozentrale auf dem Morzinplatz freizubekommen; sie hatte ihrem Bruder zuvor schon ein Visum für Großbritannien beschafft.
Viele andere Mitglieder ihrer Familie wurden in Vernichtungslagern ermordet. Sie schlug sich in England zunächst als Hilfsarbeiterin und Hausmädchen durch. Unter sozialdemokratischen Emigranten lernte sie ihren zweiten Ehemann kennen: 1940 heiratete sie den Physiker Moses Löw, geb. 1898 oder 1899. Mit seiner finanziellen Hilfe konnte sie ab 1941 in Stevenage wieder in ihrem alten Beruf Fuß fassen, als Lehrerin an einer Schule für schwer erziehbare Knaben. Zudem war sie auch in ihrer britischen Wahlheimat politisch aktiv und wurde 1942 Mitglied der sozialdemokratischen Labour Party.
Ein Jahr nach Kriegsende kehrte Klein-Löw 1946 mit ihrem Mann nach Österreich zurück. Hier wurde sie noch im selben Jahr Lehrerin am Mädchengymnasium in der Rahlgasse im 6. Wiener Gemeindebezirk, Mariahilf. 1950 wurde sie befördert und übernahm bis 1970 als Direktorin die Leitung eines Realgymnasiums für Mädchen in Floridsdorf (21. Bezirk).
Stella Klein-Löw war auch bald maßgeblich am Aufbau der Nachkriegs-SPÖ beteiligt. Als Mitglied im Zentralkomitee der Partei, aber auch als Mitglied in der Parteikontrolle machte sie sich bald einen Namen. Ihre „politische Heimat“ wurde der 2. Wiener Bezirk, die einst unter Juden als „Mazzesinsel“ geläufige Leopoldstadt. Sie gehörte dem SPÖ-Bezirksparteivorstand an.
Im Juni 1959 wurde sie auf der SPÖ-Liste in den Nationalrat gewählt, bei jener legendären Wahl, bei der die SPÖ erstmals in der Zweiten Republik mehr Stimmen (aber nicht Mandate) erhielt als die ÖVP. Sie blieb bis März 1970, also knapp elf Jahre, im Parlament und erlebte die letzten Jahre der großen Koalition alten Stils (bis 1966) als Abgeordnete ebenso mit wie die einzige ÖVP-Alleinregierung der Zweiten Republik (1966–1970). Als sie 1970 altersbedingt in Pension ging, begannen die 13 Regierungsjahre ihres Parteifreundes Bruno Kreisky. 

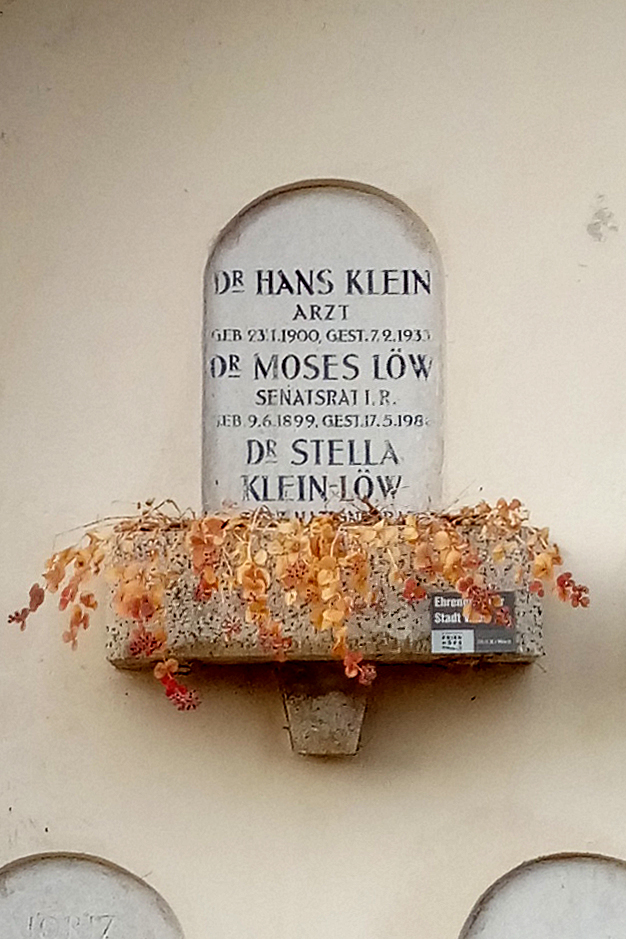
Urnengrab an der Feuerhalle Simmering

Als SPÖ-Bildungssprecherin und Obmannstellvertreterin des Wiener Bildungsausschusses kümmerte sie sich überwiegend um bildungspolitische Belange. Sie fungierte als Chefredakteurin des Parteimagazins Sozialistische Erziehung. Als Vorstandsmitglied der Österreichisch-Israelischen Gesellschaft versuchte sie nach dem Holocaust versöhnende Akzente zu setzen.
1970 zog sich Stella Klein-Löw in den Ruhestand zurück. Sie starb im Juni 1986 im Alter von 82 Jahren in Wien, wenige Wochen nach dem Tod ihres 87-jährigen Mannes. Stella Klein-Löws Asche wurde in einem  Urnengrab an der Feuerhalle Simmering beigesetzt, in dem 1933 die Asche ihres ersten und 1986 die ihres zweiten Ehemanns beigesetzt worden war. Dieses Grab zählt zu den ehrenhalber gewidmeten bzw. ehrenhalber in Obhut genommenen Grabstellen der Stadt Wien. (Im elektronischen Grabstellenregister der Wiener Kommunalfriedhöfe ist sie als Stella Löw verzeichnet.)

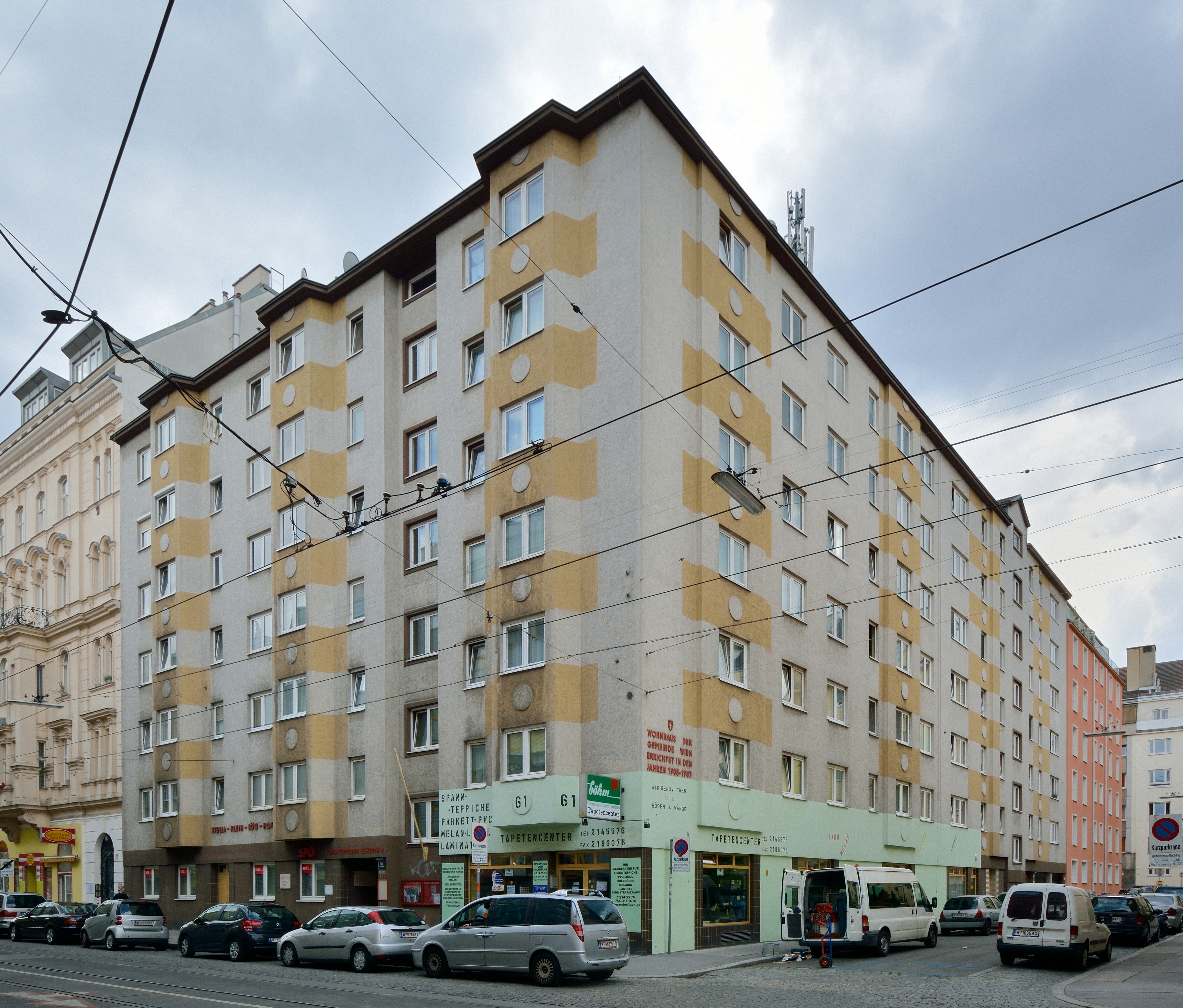
Der Stella-Klein-Löw-Hof Ecke Taborstraße 61 / Pfeffergasse

## Ehrungen
- Großes Silbernes Ehrenzeichen für Verdienste um die Republik Österreich
- Viktor-Adler-Plakette
- In Wien wurde der 1985–1987 errichtete Gemeindebau  in Wien 2., Taborstraße 61, Stella-Klein-Löw-Hof und 2003 im gleichen Bezirk, in der Krieau, im „Viertel zwei“ genannten Stadtentwicklungsgebiet, der Stella-Klein-Löw-Weg nach ihr benannt.

## Werke
- Der suchende Mensch. Verl. d. Österreichischen Gewerkschaftsbundes, Wien 1961.
- Woran Ehen zerbrechen. Verb. Wiener Volksbildung, Wien 1979.
- Erinnerungen. Jugend und Volk, Wien 1980.
- Menschen um mich. Jugend und Volk, Wien 1982.
- Bruno Kreisky. Ein Porträt in Worten. Mit einem Text von Otto Bauer: Revolutionäre Kleinarbeit. Verlag Jungbrunnen, Wien München 1983, ISBN 3-7026-5549-2.
- Von der Vision zur Wirklichkeit, von der Wirklichkeit zur Vision. Betrachtung über sechzig Jahre Tätigkeit in der sozialistischen Bewegung Österreichs. Vorwort von Herbert Moritz, Nachwort von Peter Pelinka, Verlag der Wiener Volksbuchhandlung, Wien 1985, ISBN 3-900336-08-3.